# Богатое (Белгородская область)
Бога́тое — село в Ивнянском районе Белгородской области России. Административно-хозяйственный центр Богатенского сельского поселения. В 1779—1926 годах населённый пункт имел статус города и носил название Бога́тый.

## Этимология
Село Богатое было основано зажиточными крестьянами — однодворцами, от чего и получило своё название. По другой версии название получило благодаря богатыми плодородным чернозёмом почвы — в двух старинных документах 1745 и 1752 годов есть свидетельства о плодородных черноземах.

## География
Находится на правом берегу реки Пена, к югу в 15 километрах от районного центра Ивня, в 87 километрах от областного центра города Белгород. Граничит на севере с Курской областью, на юге — с Ракитянским районом.
Рядом с селом проходит автотрасса Ивня-Ракитное. 
Территория поселения — 4210.8 га, включает в себя сёла Богатое и Новосёловка Вторая. Площадь с. Богатое — 458.3 га, с. Новосёловка Вторая — 278.4 га. Количество улиц — 9. (соответственно 6 и 3), подворий — 287 (207 и 80 соответственно).

## История
Богатый был основан в XVII веке как один из укреплённых пунктов Белгородской черты.
В то время Богатый относился к Карповскому уезду Белгородской провинции Киевской губернии. В отписке карповского воеводы Якова Тимофеевича Хитрово, которая датируется 1650 годом впервые документально описывается местность, где впоследствии расположилось село Богатое: «…земли „дикого поля“ на пашни по реки Пене, ниже Хотмыжской дороги, напротив устья речки Ракитной…».
По сохранившимся данным известно, что изначально Богатый был крепостью, имел укрепления. Был расположен под горой на правом берегу реки Пены и с трёх защищался валом и рвом.
Исторические документы Богатое упоминают с 1688 года как село.
В начале XVIII века Богатый как военное укрепление статус крепости теряет и до 1779 года был экономическим селом Карповского уезда Белгородской губернии.
Святитель Иоасаф, епископ Белгородский, в период управления Белгородской епархией с 1748 — по 1754 гг. делал объезды всех храмов, в ходе которых посещал село Богатое.
В 1779 году было образовано Курское наместничество, Богатый получил статус уездного города новообразованного Богатенского уезда, а город Карпов был «разжалован» в село.
8 января 1780 года Всероссийской императрицей Екатериной II был утверждён составленный герольдмейстером Волковым герб города с символикой, отражавшей его исторические заслуги: «В верхней части герб Курский. Нижняя часть разделена надвое: в зеленом поле золотые грабли и в красном поле ружье для того, что жители оного суть старинные воины, упражняющиеся в свободное время в хлебопашестве, для чего и в гербе военное орудие с орудиями тщательного хлебопашца соединены». Это был первый герб, полученный населенным пунктом нынешнего Ивнянского района.
В 1785 году были составлены планы города и уезда.

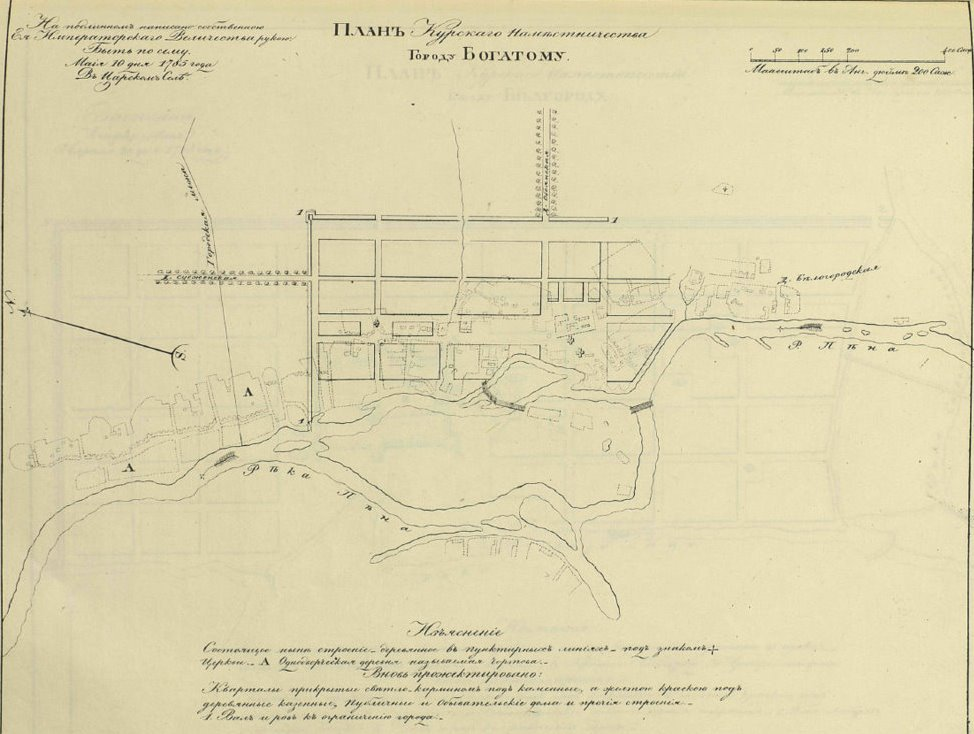
План города Богатый 1785 года

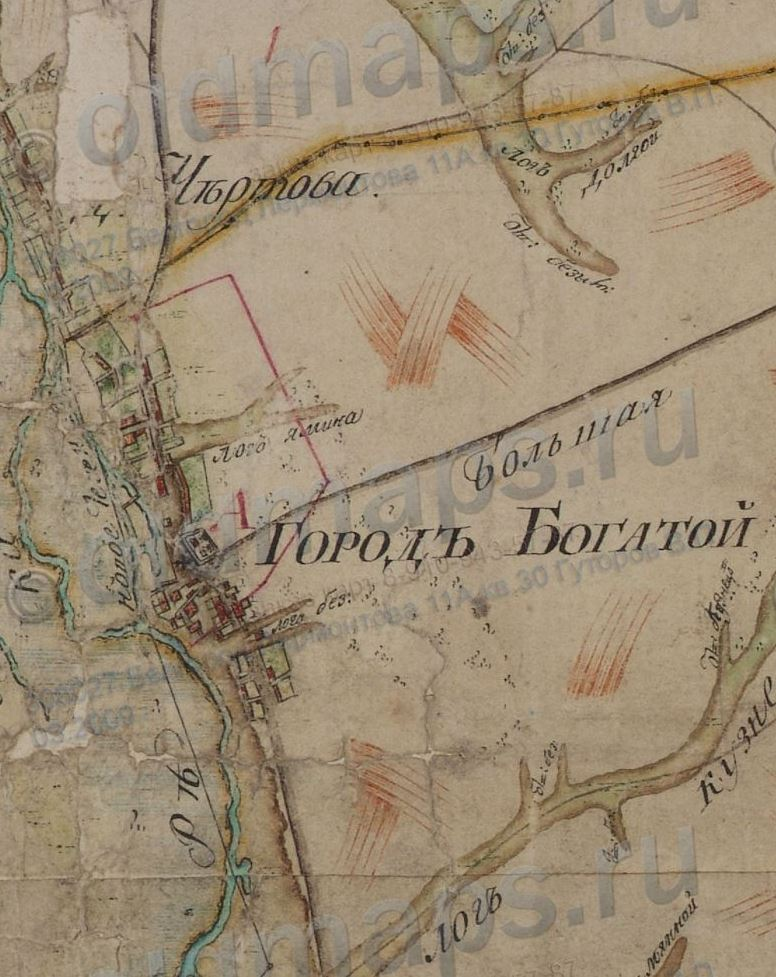
План Богатенского уезда 1785 г.

В Описании Курского наместничества 1786 года сообщается: «Богатый лежит при реке Пене на правой стороне по течению её. Ныне он по учреждённому плану отстраивается очень хорошо. Когда селом начало возымел, не известно. Населён он был экономическими крестьянами, теперь же в нём находятся разного звания люди. Состоит он в одной части. Укрепляется обнесённым вокруг земляным валом и рвом… Улиц в нём, большая одна называемая Белгородская, и с ней поперёк 4, больше ещё не отстроено. Пути из него, в Белгород, в Обоянь, в Суджу… в Хотмыжск и Мирополье… Строение в городе: всё деревянное, церковь 1, казённых разных связей для присутственных мест и прочего 16 приватных домов, дворянских 11, священно и церковнослужительских 5, прочих всех вообще 82, и того домов 98, лавок торговых 4, питейных домов 2, кузниц 1, мельница водяная 1… садов при домах плодовитых 2, где родятся всякие плоды… Город сей простирается в длину с небольшим 1 верста, поперёк около 400 сажен, окружность же его на 3 версты…».
В 1794 году стараниями прихожан построена новая деревянная церковь Вознесения Господня.
В 1797 году Курское наместничество было преобразовано в Курскую губернию, уезды подверглись укрупнению (вторая губернская реформа). Богатенский уезд был упразднён, его земли были разделены между Обоянским и Белгородским уездами. Богатый стал заштатным городом.
В 1802 году большинство уездов, существовавших до 1797 года, были восстановлены, однако это не коснулось Богатенского уезда. Вместо Богатенского был восстановлен Хотмыжский уезд (входивший до 1797 года в состав Харьковского наместничества).
В 1841 году открыта церковно-приходская трёхлетняя школа в сторожке рядом с храмом.
В метрической книге Вознесенской церкви города Богатый за 1845 год о церкви в Богатом сообщается: «Построена в 1794 году тщанием прихожан. Зданием деревянная, на каменном фундаменте, с полукаменной колокольнею, крыша покрыта железом, ограда деревянная».
В 1860 году в Богатом построено первое отдельное школьное здание с одной классной комнатой.
В «Списке населённых мест Курской губернии» за 1862 год сообщается: «Богатый — заштатный город (Обоянского уезда), положение — на правом берегу реки Пены, впадающей в реку Псёл, расстояние в верстах от Петербурга — 1263, от губернского города — 98, число домов — 88, число жителей мужского пола — 593, женского пола — 595, церковь православная 1, училище, ярмарок 4, базар, завод воскобойный 1». Дома в городе отапливались в основном соломой, камышом, гречневой шелухой и кизяком.
Богатый с 1870-х годов официально делился на два населённых пункта — собственно, город Богатый и село Богатое.
В 1890 году в Богатом на месте старого был построен новый деревянный Вознесенский храм.
По данным на 1891 год, в Богатом проживало около 1500 человек.
В 1906 году была открыта Богатенская земская больница.
В Богатом в 1908 году была земская школа и школа грамоты.
До середины 1920-х годов в центре города Богатый было 4 ярмарки, которые проводились у торговых рядов и магазинов в общем количестве около 30.
В 1920 году вместо церковно-приходской школы в городе открыто двухклассное начальное училище с пятилетним курсом обучения.
22 января 1921 года Богатый подвергся нападению махновцев.
В 1922 году двухклассное училище было преобразовано в школу первой ступени с четырёхлетним сроком обучения.
В 1924 году уезды Курской губернии были укрупнены, Богатый вошёл в состав Борисовского уезда (Грайворонского с 1925 года).
4 января 1926 года город Богатый преобразован в село Богатое.
В 1930-х годах в Богатом было открыто почтовое отделение.
В 1931 году образована семилетняя школа. В раскулаченном Марьенковом доме стали работать клуб и библиотека.
В 1933 году по причине засухи и насильственного изъятия у крестьян хлеба, был голод.
В 1937 году было разобрано здание Вознесенского храма, а полученные строительные материалы были использованы при строительстве школы. Здание храмовой сторожки сначала занимал сельсовет, а перед войной оно было отдано школе. В 1938 году в бывшем купеческом доме Головиной Марии Ивановны открылась амбулатория, которая в 1945 году была преобразована в роддом. А в 1948 году открыты Богатенская сельская участковая больница и магазин.
С 1941 по 1943 год Богатое было в немецкой оккупации.
Во время Курской битвы женщины села Богатое принимали участие в строительстве железной дороги «Ржава — Старый Оскол».
Весной 1947 года на реке Пене, около границы двух сёл Чертово и Выезжее под руководством местного конструктора Беликова Александра Филипповича началось строительство Чертовской ГЭС и вскоре в домах колхозников появилось электричество.
В 1950 году прошло объединение 5 колхозов в один колхоз «Коммунар».
В 1961 году село Богатое было подключено к государственному электроснабжению. В том же 1961 году на центральной площади села было построено здание сельского клуба.
9 мая 1962 г. приход храма Вознесенская Господня, совершавший богослужения в церковной строжке, был закрыт. Здание церковной сторжки было разобрано для строительства фельдшерского пункта.
В 1965 году колхоз «Коммунар» был объединён с другими колхозами в специальное хозяйство по откорму свинины — колхоз им. Куйбышева.
По решению областного Совета депутатов 14 сентября 1967 года Богатенский сельсовет вошел в состав Новенского сельского Совета, с этого времени финансирование распределялось в с. Новенькое и развитие села Богатое замедлилось.
К Олимпиаде 1980 года были выпущены значки с гербами древних городов Курской губернии, включая город Богатый (ныне село Богатое).

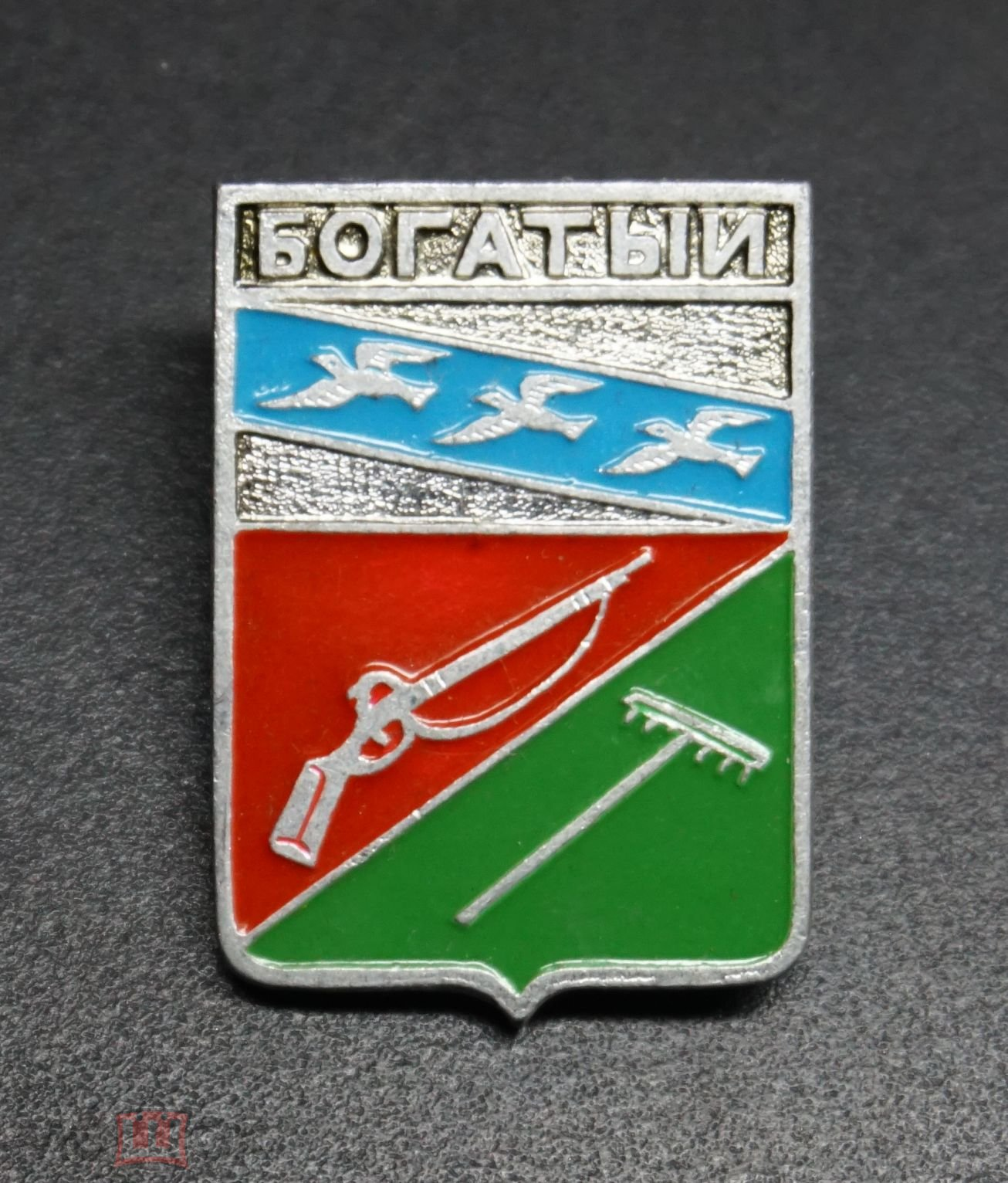

В 1980 году была построена современная двухэтажная школа.
В 1988 году на месте братской могилы открыт Памятник-мемориал со стелой.
В 1990 году образован Богатенский сельский совет.
28 февраля 1991 года колхоз им. Куйбышева решением собрания колхозников был разделен на два с центрами в селе Новенькое и селе Богатое. На территории Богатенского сельского Совета был образован колхоз «Россия» и село Богатое вместе с колхозом получило свою административную и экономическую независимость от села Новенькое.
Постановлением главы администрации района 27.10.1992 колхоз «Россия» реорганизован в акционерное общество закрытого типа, а в начале 1994 года акционерное общество закрытого типа «Россия» переименовано в акционерное общество закрытого типа «Восход».
1 июля 1996 года настоятелем возрожденного церковного прихода храма Вознесения Господня в селе Богатое назначен священник Анатолий Ивашина.
С 1 января 2006 года администрация Богатенского сельского округа переименована в муниципальное образование Богатенское сельское поселение.
15 апреля 2006 года, при объезде храмов епархии, село Богатое и храм Вознесения Господня посещает архиепископ Белгородский и Старооскольский Иоанн.
В 2010 году Богатенская средняя школа из-за малого количества учеников была преобразована в основную.
1 сентября 2011 года в боковом крыле здания школы открылась дошкольная группа.
В 2012 году в селе построена новая хоккейная площадка. Были образован хоккейные команды: мужская «Айсберг» и женские «Колобки» и «Стройняшки».
12 июля 2014 года в центре села — епископ Губкинский и Грайворонский Софроний освятил закладной камень перед строительством храма Вознесения Господня.
21 ноября 2014 года состоялось освящение (открытие) ново построенного храма Вознесения Господня. Освящение совершил епископ Губкинский и Грайворонский Софроний.
1 июня 2015 года село Богатое с рабочим визитом посетил губернатор Белгородской области Е. С. Савченко.
31 августа 2016 года село Богатое с рабочим посетил заместитель губернатора Белгородской области С. А. Боженов (с 05.10.2016 — по 12.10.20121 г. депутат Государственной Думы Федерального Собрания РФ VII созыва). При посещении в клубе была проведена встреча с жителями села.

## Население
| 1923 | 2002 | 2010 |
| ---- | ---- | ---- |
| 548  | ↗576 | ↘531 |

| 1923 | 2002 | 2010 |
| ---- | ---- | ---- |
| 548  | ↗576 | ↘531 |

## Известные уроженцы
- Карачаров Иван Николаевич — Герой Советского Союза (1943)
- Небоженко, Тихон Никитович — (1915—1999) — советский военачальник, полковник (1944). Один из организаторов и основателей РВСН СССР. В августе 1941 года, являясь командиром батареи реактивной артиллерии из установок БМ-13 («Катюша»), одним из первых применил это оружие в боях Великой Отечественной войны.
- Черкашин Игорь Васильевич — (род. 19 мая 1964 года) - Первый заместитель генерального директора страховой компании «РЕСО-Гарантия», инициатор и спонсор строительства храма Вознесения Господня в селе Богатое.
- Гудимов Матвей Матвеевич — (22.08.1913 - 20.09.2001) - доктор технических наук, профессор, основоположник двух научных направлений — авиационных материалов остекления и многофункциональных термопластов. Лауреат Сталинской (1946 г.) и Государственной премий СССР(1973 г.).